# Janina Porczyńska

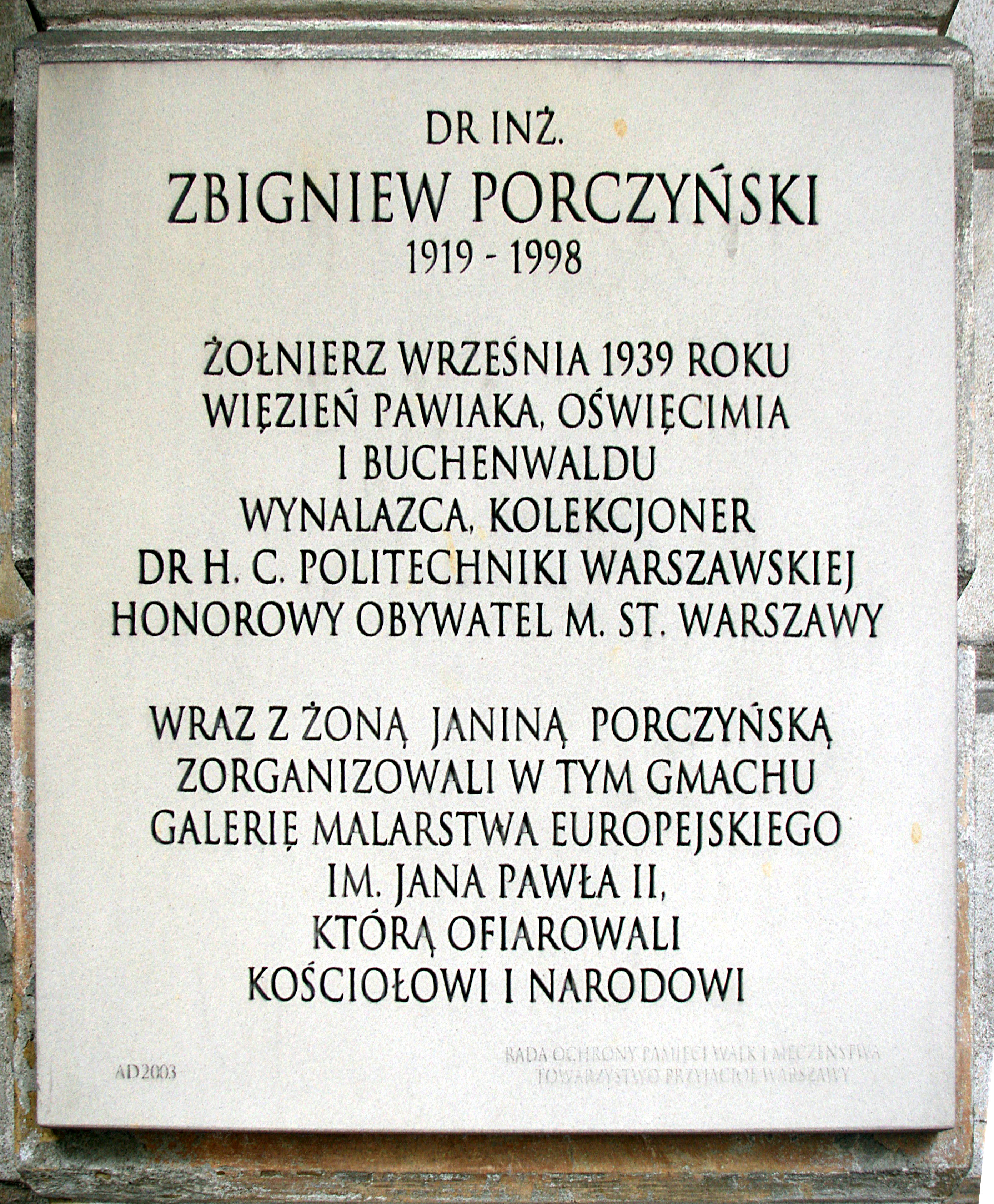
Tablica upamiętniająca Zbigniewa Karola i Janinę Porczyńskich na gmachu dawnej Giełdy i Banku Polskiego na Placu Bankowym w Warszawie

Janina Porczyńska z domu Karp (ur. 27 czerwca 1927 w Biłce Królewskiej, zm. 5 maja 2009 w Londynie) – żona Zbigniewa Karola Porczyńskiego, wspólnie z mężem zasłynęła jako autorka mistyfikacji tzw. Kolekcji Porczyńskich.

## Życiorys
Janina Porczyńska urodziła się we wsi Biłka Królewska w ówczesnym powiecie lwowskim. Jej ojciec był żołnierzem. W czasie II wojny światowej została wraz z rodziną w 1940 roku wywieziona w głąb ZSRR. Po opuszczeniu Związku Radzieckiego znalazła się w Rodezji, gdzie ukończyła liceum. Następnie zamieszkała w Wielkiej Brytanii, gdzie studiowała socjologię w Leeds, w północnej Anglii. W 1949 roku poślubiła Zbigniewa Karola Porczyńskiego z którym wspólnie kolekcjonowała malarstwo. 
W 1992 uchwałą Rady m.st. Warszawy została uhonorowana tytułem Honorowego Obywatela m.st. Warszawy. Wraz z mężem ufundowała Popiersia Ignacego Jana Paderewskiego w warszawskim Parku Skaryszewskim na Saskiej Kępie oraz Pomnika Henryka Sienkiewicza w Łazienkach Królewskich.

## Odznaczenia
- Krzyż Kawalerski Orderu Odrodzenia Polski (zagranicznej organizacji politycznej) (20 stycznia 1988, w dowód uznania zasług dla kultury polskiej oraz bezgranicznej ofiarności osobistej na rzecz Polski)[5][6]